# Nävragöl, Småland
Nävragöl är en sjö i Eksjö kommun i Småland och ingår i Emåns huvudavrinningsområde. Sjöns area är 0,027 kvadratkilometer och den befinner sig 237 meter över havet.